# Manuel Jorge Marmelo
Manuel Jorge Marmelo (Porto, 1971) é um jornalista e escritor português.
A trabalhar na imprensa desde 1989, recebeu em 1994 o prémio de jornalismo da Lufthansa e, em 1996, a menção honrosa dos Prémios Gazeta de Jornalismo do Clube de Jornalismo/ Press Club.
Estreou-se nas letras em 1996 com o livro O homem que julgou morrer de amor/O casal virtual, tendo sido convidado, nesse mesmo ano, a participar na colectânea A cidade sonhada, a par de alguns dos mais reputados escritores, poetas e artistas do Porto. O livro de contos O Silêncio de um homem só (2005) valeu-lhe o Grande Prémio de Conto Camilo Castelo Branco.
Tem participado em várias publicações e antologias, entre as quais se destacam: “Porto.Ficção” (edição Asa), “Putas – Antologia do Novo Conto Português e Brasileiro” (edição Quasi), “Porto, Fragment de Vie” (da editora francesa L’Escampette), “Doze Contos com Livros Dentro” (edição Campo das Letras), “Suplemento Literário de Minas Gerais” e “Bestiário” (ambos do Brasil), “Magazine Artes” e “Imagem Passa Palavra” (edição Cooperativa Gesto). Escreveu ainda os textos dos livros “Vitória: Verso e Reverso” (edição Afrontamento) e “Mário Marques, Para Além do Instante” (edição do Centro Português de Fotografia).
Desde julho de 2001 que o seu nome consta do Dicionário de Personalidades Portuenses do Século XX, da Porto Editora, sendo o mais jovem dos nomes biografados.
Em fevereiro de 2014 venceu o Prémio Literário Casino da Póvoa 2014 com o romance Uma Mentira Mil Vezes Repetida, publicado em 2011 pela Quetzal.

## Obra
- O homem que julgou morrer de amor / O caso virtual – 1996 (novela e teatro)
- Portugués, guapo y matador – 1997 (romance)
- Nome de tango – 1998 (romance)
- As mulheres deviam vir com livro de instruções – 1999 (romance)
- O amor é para os parvos – 2000 (romance)
- Palácio de cristal, jardim-paraíso – 2000 (álbum)
- Sertão dourado – 2001 (romance)
- Paixões & embirrações – 2002 (crónicas)
- Oito cidades e uma carta de amor – 2003 (contos e fotos)
- A menina gigante – 2003 (infantil)
- Os fantasmas de Pessoa – 2004 (romance)
- O Silêncio de um homem só – 2004 (contos) - Grande Prémio de Conto Camilo Castelo Branco 2004
- Os Olhos do homem que chorava no rio – 2005 (com Ana Paula Tavares)
- Porto: Orgulho e Renascimento – 2006
- Aonde o Vento me Levar – 2007 (romance)
- Uma Mentira Mil Vezes Repetida - 2011 (romance) Prémio Casino da Póvoa 2014
- Somos todos um Bocado Ciganos - 2012 (romance)
- Zero à esquerda - 2013 (contos)
- O Tempo Morto é Um Bom Lugar - 2014 (romance)
- A Guerra Nunca Acaba - 2014 (romance) ISBN 978-989-8776-03-7